# Robert Arkins
Robert Arkins est un acteur et un chanteur irlandais, principalement connu pour son rôle de Jimmy Rabbitte dans le film Les Commitments.

## Cinéma
- 1998 : What Are You Looking at ? : le yuppie
- 1991 : Les Commitments : Jimmy Rabbitte

## Télévision
- 1996 : Ellington : Frankie O'Sullivan

## Musique
- 2006 : The Silent City
- 2004 : Right Now Ladys and Gents

## Divers
Un timbre irlandais à l'effigie de Robert Arkins dans son rôle de Jimmy Rabitte est sorti en 1996 à l'occasion d'une série consacrée au centenaire du cinéma irlandais.